# La ninfa sorprendida
La ninfa sorprendida es una pintura hecha por Édouard Manet a principios de 1860. Adquirida por el estado argentino a la Galería Witcomb, de Buenos Aires en 1914, pertenece a su Museo Nacional de Bellas Artes desde ese año.
La compañera sentimental del pintor, Suzanne Manet, sirvió de modelo para la ninfa. El trabajo iba a formar parte de una composición más ambiciosa, abandonada en última instancia, y cuyo propósito era representar a Moisés salvado de las aguas.